# Bob Semple (carro de combate)
Bob Semple fue un carro de combate diseñado por el ministro de trabajo de Nueva Zelanda homónimo durante la Segunda Guerra Mundial, de quien adoptó el nombre. Pensado en la necesidad de construir armamento militar a partir de materiales disponibles, el tanque fue construido con hierro corrugado sobre la base de un tractor. Diseñados y construidos durante un período de incertidumbre en el que Nueva Zelanda temía tener que defenderse de la invasión japonesa sin ayuda externa, estos carros fueron un esfuerzo civil para diseñar y crear un medio para proteger al país.
Diseñado y construido sin planos formales o cianotipos, tenía numerosos defectos de diseño y dificultades prácticas, y nunca se puso en producción en masa ni se usó en combate.[2]

## Diseño y construcción
Nueva Zelanda, como su vecina Australia, no tenía una industria nacional de vehículos blindados para combate. Esperaban que Gran Bretaña les enviara sus propios carros de combate. Australia y Nueva Zelanda tenían sectores industriales que podían transformarse en productores de vehículos blindados, pero no se intensificaron los esfuerzos. La idea de mecanizar el ejército neozelandés había sido sugerida antes de la guerra pero sin mucho progreso. Se sugirió el uso del American Disston "Six Ton Tractor Tank" (tanque tractor de seis toneladas), un vehículo de 1937 construido con una caja blindada en un chasis Caterpillar Modelo 35 que había sido vendido a Afganistán.
Nueva Zelanda había construido algunos camiones acorazados improvisados y al no obtener ningún transporte desde Australia, estaban construyendo los suyos con blindaje importado del mismo país. Después de la caída de Francia a mediados de 1940, y la pérdida de la mayoría de los tanques británicos allí, no había ninguna posibilidad de que Nueva Zelanda recibiera parte de la producción. En lugar de obtener las superestructuras acorazadas de Estados Unidos, empezaron a producir las suyas utilizando materiales y recursos locales.
Se decidió que un "tanque-tractor" sería el diseño adecuado; si surgiera la necesidad de defensa, se podría acoplar una gran estructura del tanque a la base del tractor en unas pocas horas, lo que permitiría una rápida transformación y despliegue de los mismos.
El primer prototipo (acero suave) fue construido en un tractor de orugas Caterpillar D8, un tipo que estaba fácilmente disponible. El Departamento de Obras Públicas tenía 81 D8 y otros 19 que estaban disponibles. Por falta de armas, fue equipado con seis ametralladoras Bren: una en cada lado, dos hacia el frente, una en la torreta y otra en la parte trasera. El vehículo era muy alto (3,5 metros) y el rendimiento era pobre. Debido a la falta de blindaje, se utilizó un revestimiento corrugado (manganeso) con la expectativa de que desviara las balas. Podía albergar ocho tripulantes y un artillero que, para poder disparar, necesitaba acostarse en un colchón ubicado encima del motor.
Bob Semple y TG Beck (ingeniero de obras del distrito de Christchurch), improvisaron el diseño de los tanques. Utilizando los recursos disponibles para Bob Semple como Ministro de Obras Públicas, el primer tanque se produjo rápidamente en los talleres de Temuka de la PWD. Dos adicionales se construyeron en los talleres de NZR Addington. El primero costó £ 5,902 (libras), y el segundo y el tercero juntos costaron £ 4,323, por un costo total de £ 10,225 (aunque al Ejército solo se le cobraron £ 3,414).[8]
La intención era mover los cascos de los lugares listos para la invasión japonesa para luego ser montados en tractores. La idea fue descartada después de que los tanques fueran ridiculizados por el público; sin embargo, Bob Semple mantuvo su diseño e incluso declaró "No veo a nadie con ideas mejores."

## Manejo y rendimiento
Debido a las limitaciones en requisitos y recursos, el Bob Sample fue un fracaso. Al usar un tractor grande como base, y acoplar una superestructura de tanque mal diseñada y apresurada, los tanques resultantes estaban blindados de manera inadecuada, eran extremadamente pesados (20-25 toneladas), inestables, restringidos por los engranajes del tractor a velocidades lentas, y tenían que detenerlo para cambiar de marcha. Además, debido a la forma del tractor subyacente y las vibraciones excesivas, disparar desde el tanque era difícil e impreciso. Todas estas limitaciones a menudo han hecho que el Bob Semple sea considerado como «el peor tanque construido».

## Resultado final
Al final, debido a su nula practicidad, fueron eliminados por el ejército. Se les había otorgado números de serie NZ6292 (conservado en Papakura), NZ3494 y NZ 3495 (conservado en Burnham). Uno fue enviado al pacífico en 1944, después de ser despojado de su armadura.[8]